# Ścięcie (kara)

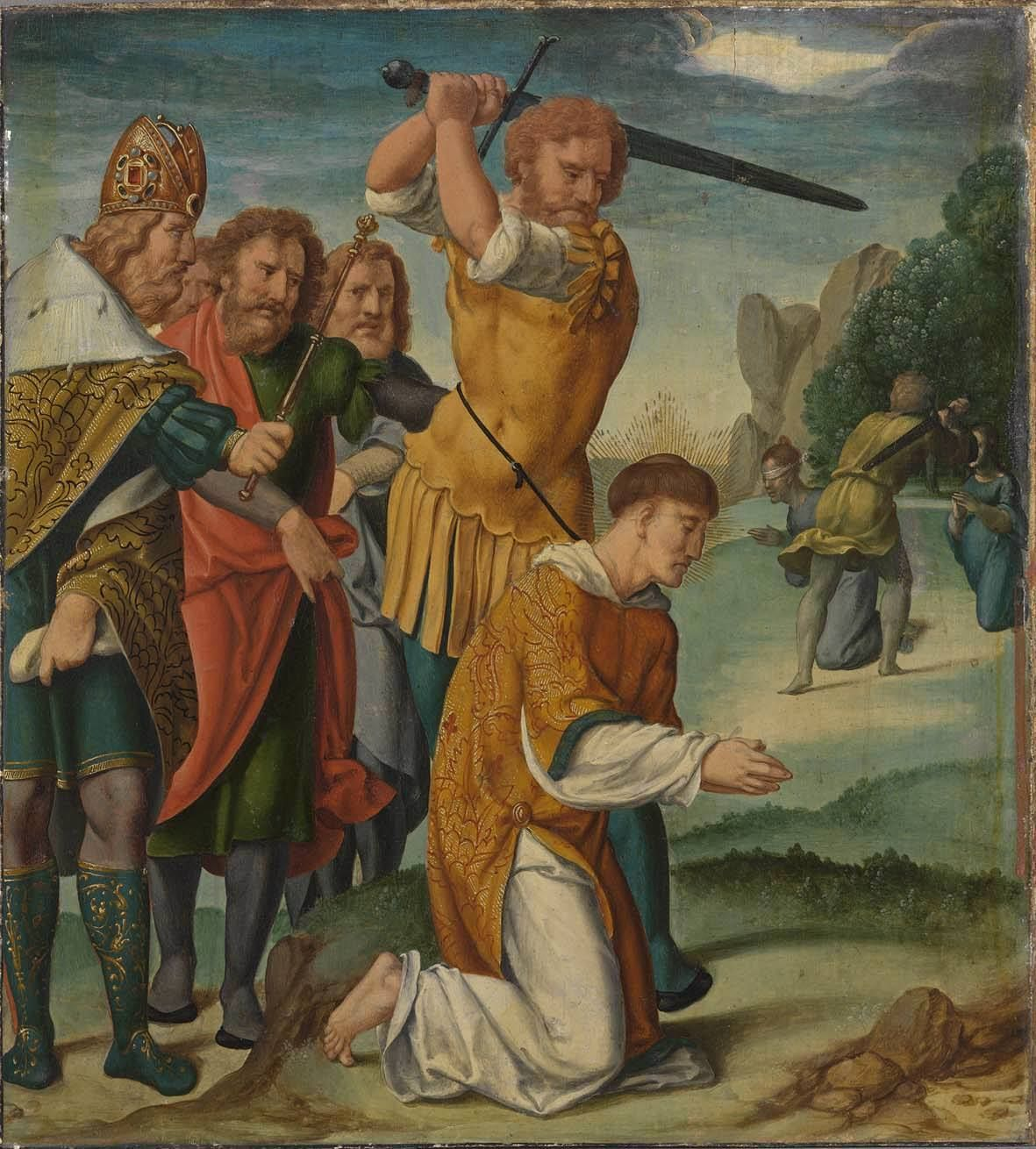
Ścięcie Cyriaka Rzymianina. Obraz Bartholomäusa Bruyna z ok. 1532 r.

Ścięcie (dekapitacja) – metoda wykonywania kary śmierci poprzez oddzielenie głowy od reszty ciała. Ścięcia dokonuje się zazwyczaj za pomocą broni białej (np. toporem, mieczem, maczetą) lub za pomocą specjalnych urządzeń (np. na gilotynie, pregilotynie).

## Dekapitacje w historii

### Ameryka
Nie odnotowano żadnego przypadku legalnych egzekucji przez dekapitację na terenie USA, choć gilotyna stosowana była m.in. w dawnej francuskiej Luizjanie. Po wielkim powstaniu w drugiej dekadzie XIX wieku wielu Afroamerykanów zostało straconych, także przez ścięcie, ale nie były to sądowe egzekucje.
Przez pewien czas w Gwatemali w XIX wieku stosowano ścięcie maczetą.

### Azja

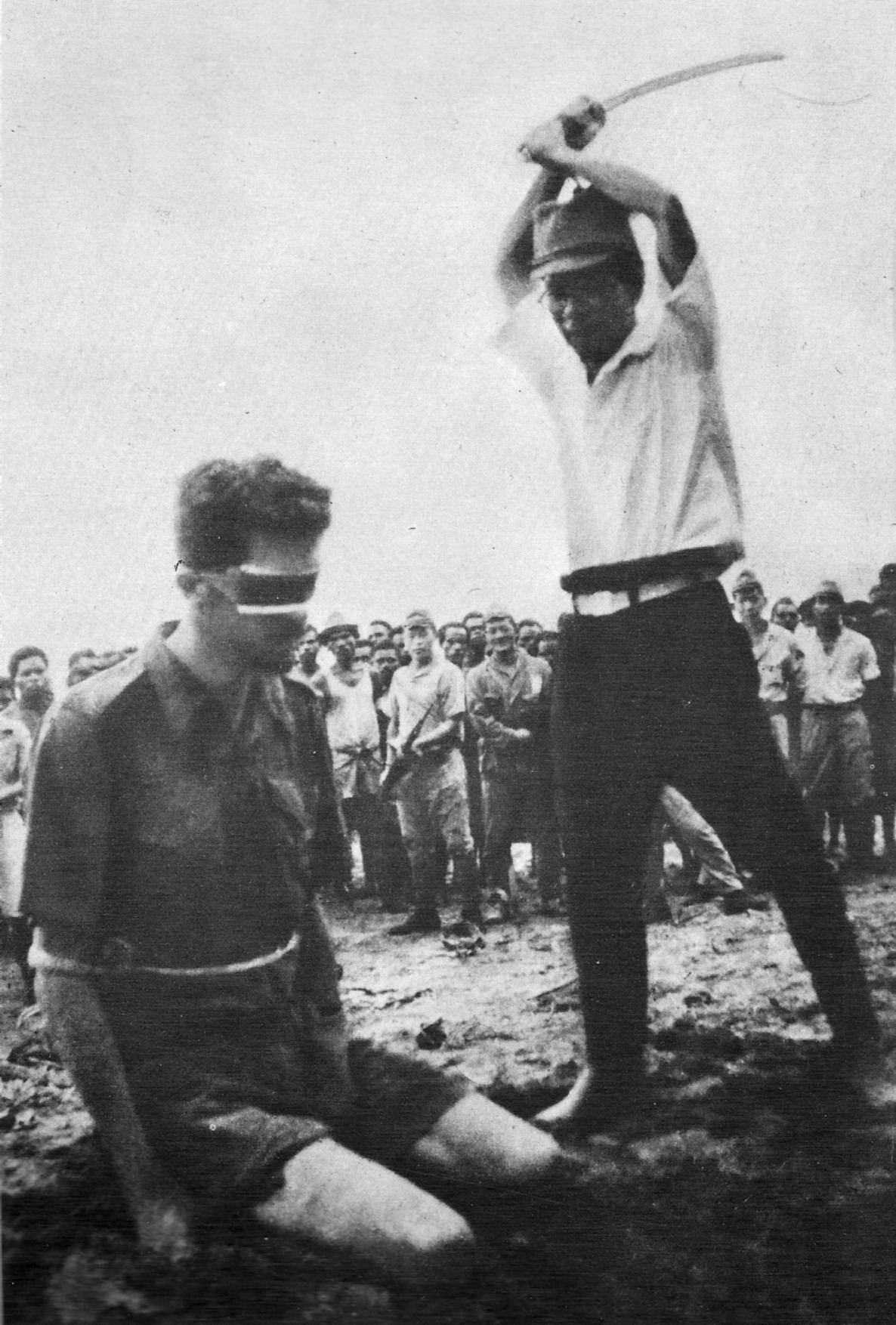
Australijski komandos sierżant Leonard Siffleet moment przed ścięciem przez Japończyka Yasuno Chikao w Aitape, Nowa Gwinea, 24 października 1943.

W dawnych Chinach, aż do czasu rewolucji komunistycznej, najbardziej rozpowszechnioną metodą wykonywania najwyższego wymiaru kary było ścięcie (mieczem, choć i zdarzało się, że na gilotynie). Ścięcie było karą w tym kraju hańbiącą, ponieważ wierzono, iż komu odcięto głowę, tego dusza się tułała po świecie i nie dostawała się do krainy umarłych.
W Japonii stosowano tę metodę do końca XIX wieku, kiedy zastąpiono ją powieszeniem. Były odnotowane przypadki egzekucji jeńców przez ścięcie nawet w czasie II wojny światowej.
Ścięcie głowy było najpowszechniejszą metodą egzekucji w starożytnym Bliskim Wschodzie i została przejęta przez szariat. Dziś jedynym krajem na świecie, gdzie regularnie przeprowadza się ścięcia jest Arabia Saudyjska. Kara ta wymierzana jest w Arabii Saudyjskiej za zabójstwo, gwałt oraz handel narkotykami. Wyrok śmierci przez ścięcie wykonano w roku 2003 także w Iranie, jednakże był to pierwszy przypadek od bardzo wielu lat. Dekapitację przeprowadzają również członkowie al-Kaidy i Państwa Islamskiego.

### Europa
Ścięcie jako metoda wykonywania kary śmierci było stosowane od tysiącleci. Dawniej stosowano ją prawdopodobnie we wszystkich krajach Europy.

#### Wielka Brytania
Do czasów inwazji normańskiej jedyną metodą egzekucji w Anglii było powieszenie. Wilhelm Zdobywca wprowadził też ścięcie. Ostatnia egzekucja przez ścięcie (toporem, choć np. Anna Boleyn została zgładzona mieczem) odbyła się w Tower of London w roku 1747.

#### Francja
Ścięcie mieczem bądź toporem dla różnych klas społecznych stosowano do roku 1792, kiedy to wprowadzono gilotynę, która była stosowana aż do 1977. Formalnie najwyższy wymiar kary zniesiono w roku 1981.
Gilotyna funkcjonowała też w Belgii, Szwecji, Grecji, Wietnamie, innych koloniach francuskich, niektórych landach Niemiec i na Grenlandii.
Zobacz: Kara śmierci we Francji

#### Kraje skandynawskie
W krajach skandynawskich najbardziej rozpowszechnioną metodą było ścięcie toporem. Ostatnią taką egzekucję wykonano w Norwegii w roku 1876, Danii w 1892, Finlandii w 1825, zaś Szwecji w 1903 (wtedy topór zastąpiła gilotyna, używana do roku 1910).
Zobacz: Kara śmierci w Danii

#### Niemcy
W roku 1871 w zjednoczonej Rzeszy ustanowiono, że wszystkie egzekucje mają się odbywać przez ścięcie. Wykonywano je toporem (Prusy) lub na gilotynie (Bawaria, Saksonia, Wirtembergia, miasta hanzeatyckie itd.). Ścięcia wykonywano publicznie. Ostatnie ścięcie toporem wykonano w roku 1938. Od tej pory, dekretem Hitlera, obowiązywała gilotyna i szubienica. Ostatnie ścięcie na gilotynie w RFN wykonano w roku 1949 (dwa lata później zniesiono ostatecznie karę śmierci), a w NRD w 1966.
Zobacz: Kara śmierci w Niemczech

## Słynne osoby poddane dekapitacji

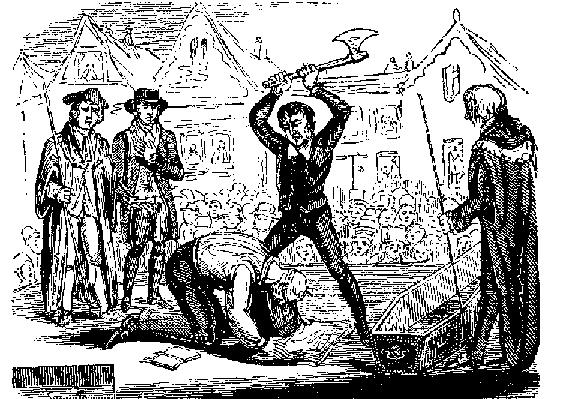
Ścięcie 11. Lorda Lovat, 1747

### Męczennicy

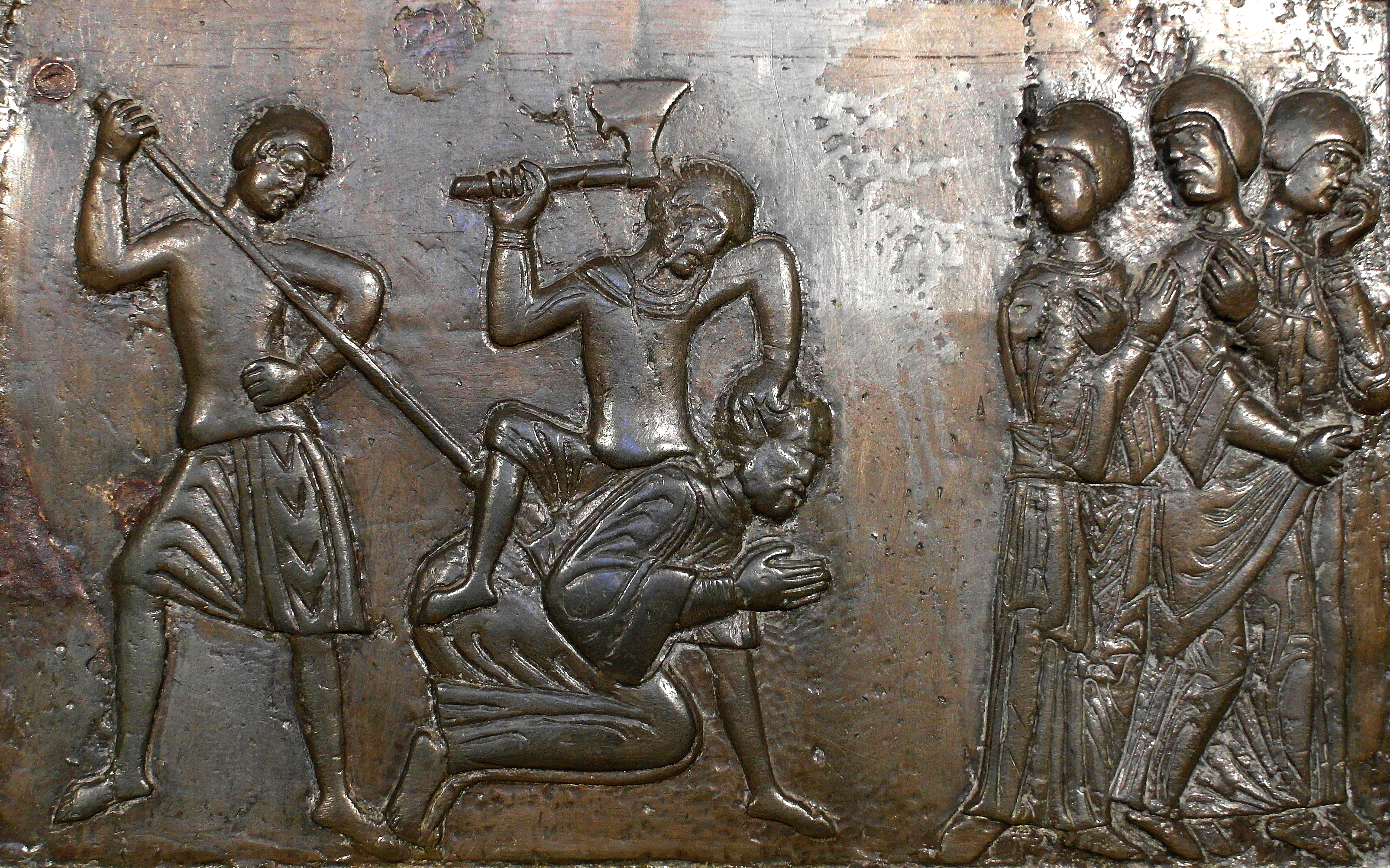
Śmierć Św. Wojciecha, fragment Drzwi Gnieźnieńskich około 1170 roku

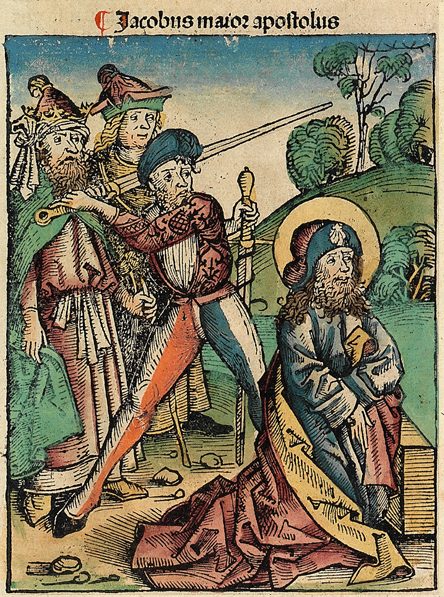
Ścięcie Św. Jakuba, obrazek z kroniki Norymbergi 1493

- Św. Jakub Apostoł – został ścięty w roku 44
- Św. Mateusz Ewangelista – został zabity halabardą w roku 60
- Św. Paweł – ścięty w roku 66 lub 67
- Św. Maciej Apostoł – ukamienowany i ścięty w roku 80
- Św. Felicyta – ścięta mieczem w 203 roku
- Św. Tatiana – ścięta mieczem ok. 225–228
- Św. Cecylia z Rzymu – zmarła przez wykrwawienie się, przy próbie ścięcia mieczem ok. 230
- Św. Walerian – ścięty mieczem ok. 230 (mąż św. Cecylii)
- Św. Krzysztof – ścięty lub spalony na stosie ok. roku 250
- Św. Katarzyna Aleksandryjska – ścięta mieczem ok. 300 roku
- Św. Małgorzata – ścięta około roku 303-305
- Św. Agnieszka – ścięta mieczem w roku 304
- Św. Barbara – ścięta mieczem ok. 305 roku
- Św. Hermenegild – ścięty mieczem (lub zabity siekierą) w 586
- Św. Zuzanna

### Chiny
- Wen Tianxiang
- Su Shen

### Wyspy Brytyjskie
- Jan Fisher (1535)
- Thomas More (1535)
- Anna Boleyn (1536)
- Thomas Cromwell (1540)
- Katarzyna Howard (1542)
- Jane Grey (1554)
- Maria Stuart (1587)
- Walter Raleigh (1618)
- Karol I (1649)

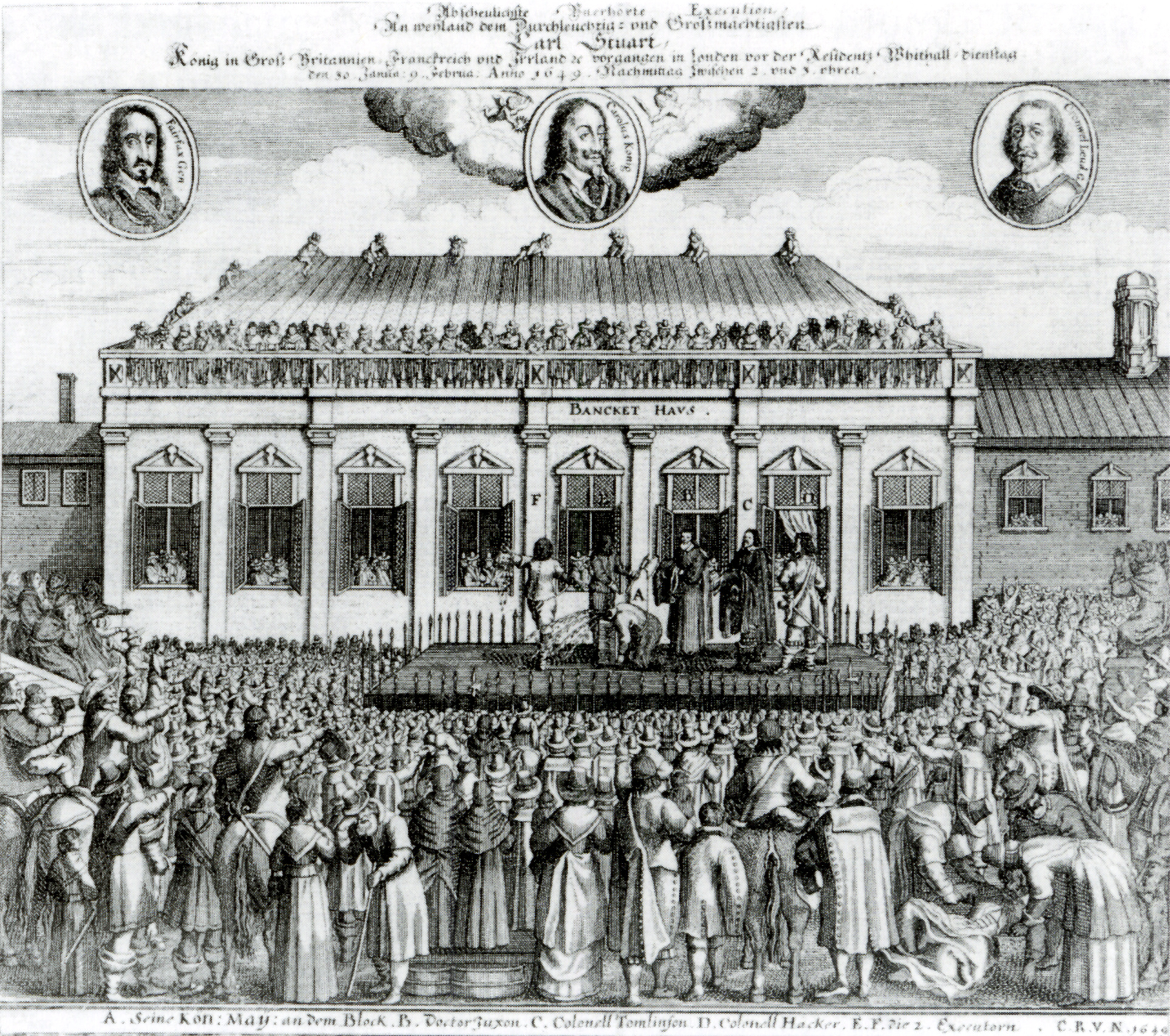
Zgładzenie króla Karola I

- Simon Fraser, 11. Lord Lovat (1747, ostatnie ścięcie)

### Rewolucja francuska

Stracenie króla Ludwika XVI, 21 stycznia 1793

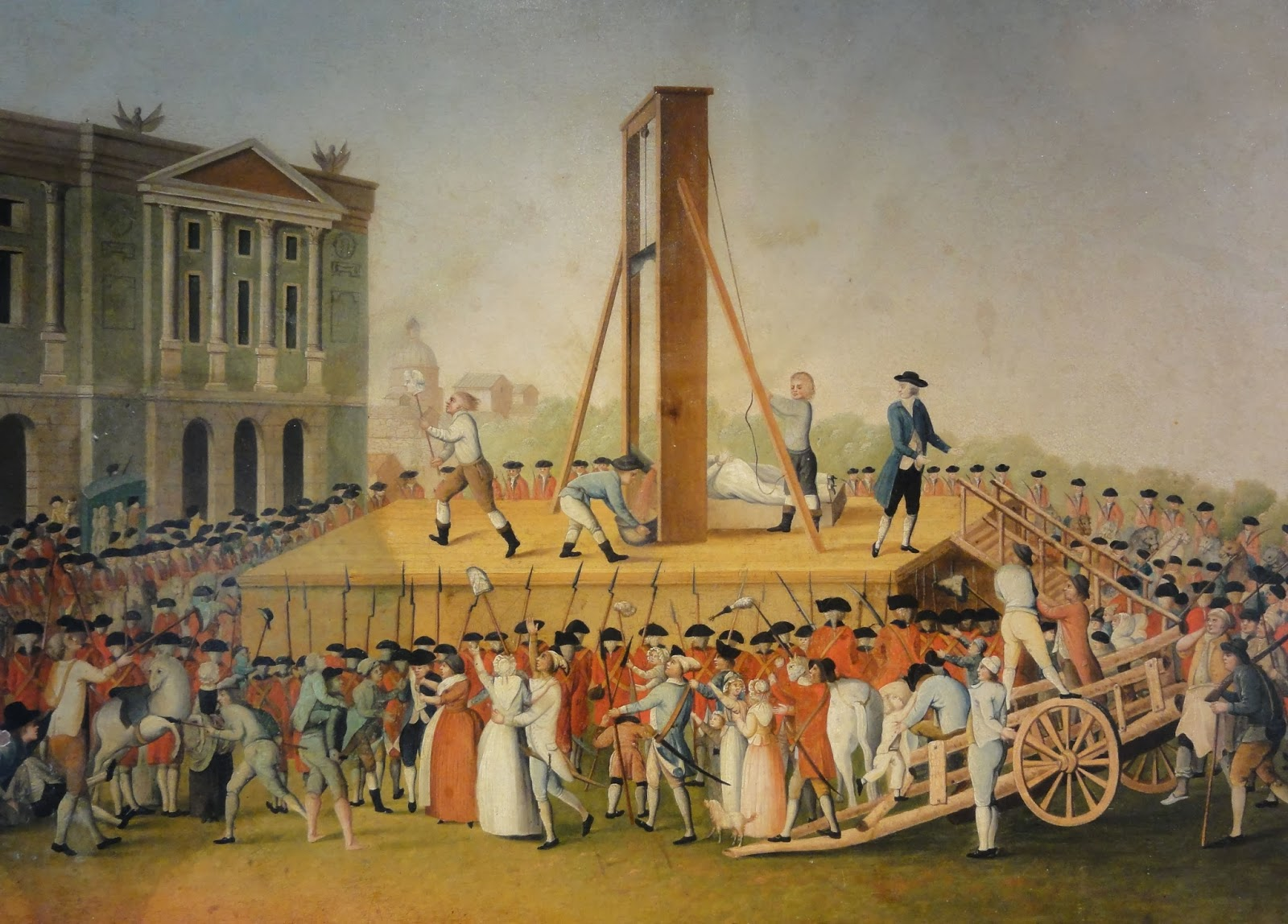
Ścięcie królowej Marii Antoniny na Placu Rewolucji, 16 października 1793; obraz z epoki

- Ludwik XVI
- Maria Antonina
- Madame Roland
- Georges Danton
- Maximilien de Robespierre
- Madame du Barry
- Charlotte Corday
- Antoine Lavoisier
- Camille Desmoulins
- Louis de Saint-Just
- Philippe Egalité
- Jacques-René Hébert
- Jacques Brissot
- Pierre Vergniaud
- Jean Sylvain Bailly
- Antoine Barnave
- Olympe de Gouges

### Porewolucyjna Francja
- Eugène Weidmann (1939)
- Hamida Djandoubi (1977, ostatni wyrok)

### Włochy
- Beatrice Cenci i jej macocha Lukrecja

### Republika Weimarska
- Fritz Haarmann (1925)
- Peter Kürten (1932)

### Polska
- Samuel Zborowski
- Paweł Pawluk
- Józef Miączyński (1743–1793)
- Mikołaj z Ryńska
- Maciej Dziewoński
- Antoni Kasztelan
- Rozalia Lubomirska
- Kazimierz Łyszczyński

### III Rzesza
- Marinus van der Lubbe (1934)
- Benita von Falkenhayn (1935)
- Renate von Natzmer (1935)
- Hans Scholl (1943)
- Sophie Scholl (1943)

### Pakistan
- Daniel Pearl
- Piotr Stańczak